# Triplaris
Triplaris, biljni rod iz porodice dvornikovki (Polygonaceae), dio je potporodice Eriogonoideae. Pripada mu 19 vrsta drveća raširenih na sjeveru od Meksika, na jug do Bolivije i Paragvaja.

## Vrste
1. Triplaris americana L.
2. Triplaris caracasana Cham.
3. Triplaris cumingiana Fisch. & C.A.Mey. ex C.A.Mey.
4. Triplaris dugandii Brandbyge
5. Triplaris efistulifera Britton ex Rusby
6. Triplaris fulva Huber
7. Triplaris gardneriana Wedd.
8. Triplaris longifolia Huber
9. Triplaris matogrossensis Brandbyge
10. Triplaris melaenodendron (Bertol.) Standl. & Steyerm.
11. Triplaris moyobambensis Brandbyge
12. Triplaris peruviana Fisch. & C.A.Mey. ex C.A.Mey.
13. Triplaris physocalyx Brandbyge
14. Triplaris poeppigiana Wedd.
15. Triplaris punctata Standl.
16. Triplaris purdiei Meisn.
17. Triplaris setosa Rusby
18. Triplaris vestita Rusby
19. Triplaris weigeltiana (Rchb.) Kuntze

## Sinonimi
- Vellasquezia Bertol.; Fl. Guatim. 39. t. 11 (1840)
- Blochmannia Rchb.; Consp. 163 (1828)